# Prototyp (festival)

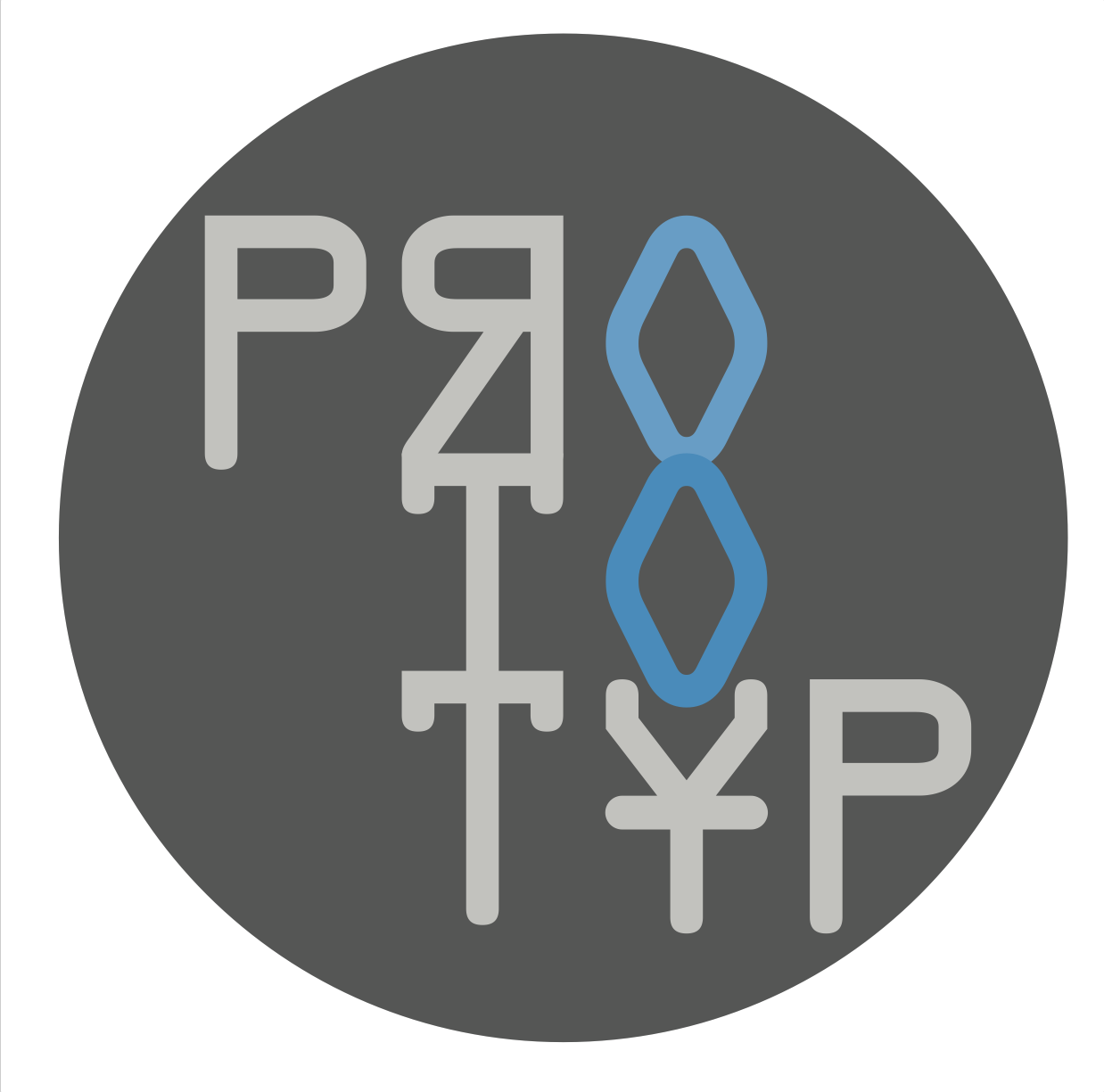
Logo festivalu Prototyp

Prototyp je název umělecko-technologického festivalu, který každoročně připravuje přehlídku multimediálních děl studentů i profesionálů z mnoha oborů a různých koutů České republiky i zahraničí, kteří chtějí realizovat své sny a nápady.
Prototyp je brněnský projekt, který propojuje vědu a nové technologie s uměním. Tím vzniká kulturní akce, jež je na pomezí festivalu a výstavy. Projekt vznikl z iniciativy mladých lidi a studentů pod záštitou neziskové organizace Kulturárium, z. s. 

## První ročník (2014) – Světlo v hlavní roli
První ročník se odehrál v industriálním prostoru brněnské Adam Gallery. Na samotné akci bylo vystaveno 17 světelných děl a živých vystoupení. Galerie byla pomyslně rozdělena na tři části: hlavní stage s živými vystoupeními, galerijní prostor s výstavou audiovizuálních děl a workshopy. Návštěvníků přišlo přes 1800. Všichni, kteří na Prototyp zavítali, si mohli užít výstavu světelných děl tak jako v klasickém muzeu, zabavily je ale i interaktivní instalace, tematické občerstvení a samozřejmě celovečerní hlavní program. Na pódiu zazářili Ardor Viridis, David Vrbík hrající na laserovou strunu, či Jiří Suchánek. Třešničkou na dortu byla světelná módní přehlídka, která symbolicky uzavírala celý festival. Celovečerní program zakončovala after party s Djs.

## Druhý ročník (2015) – Hra prostoru
Spojení umění a technologií na téma Hra prostoru 2015 mohli návštěvníci zažít jako třídenní festival ve dnech od 13. do 15. 11. 2015. Hra prostoru se konala v krátce zpřístupněném prostoru ve spodní části Malé Ameriky v Brně. Program byl vyladěn do tří specifických částí tak, aby si ho užili ti nejmenší i odborná veřejnost.

## Třetí ročník (2016) – Elementy
Bývalá káznice se zaplnila 11.–13. 11. 2016 uměleckými exponáty inspirovanými přírodními elementy. Voda, oheň, země a vzduch se promítly do interaktivních projekcí nebo videomappingu.
Páteční program byl plný živých hudebních vystoupení a módní performance. Módní show byla tradiční část pátečního programu, o kterou se zasloužila značka Severa + Kolektiv. Nechyběl ani live VJing v režii kolektivu KinocirKus. Vida! science centrum, Bioskop, Corinth a Workshop Čtyři elementy se postarali o zábavu pro celou rodinu. Prohlédnout expozici a vyzkoušet zajímavé workshopy si návštěvníci mohli po celou sobotu. Neděle byla věnovaná setkání s tvůrci instalací a zajímavým přednáškám. Dozvědět jste se mohli, jak vytvořit vlastní vertikální zahradu, kdy se vyplácí prototypovat produkt pomocí 3D tisku nebo jak se architekti perou s vizuální povahou protipožární ochrany v budovách.